# Keeva Keenan
Pour les articles homonymes, voir Keenan.
Keeva Keenan, née le 16 août 1997 à Dublin, est une footballeuse internationale irlandaise. Elle joue au poste de défenseur dans plusieurs clubs irlandais et écossais.

## Biographie

### En club
Formée à Shelbourne, elle intègre très jeune les équipes première de Raheny United puis Shelbourne Ladies. Elle est alors recrutée par le principal club féminin écossais, le Glasgow City Football Club.
En janvier 2018, elle quitte City pour rejoindre un autre club de Glasgow Celtic Football Club Women. En deux saisons elle joue 46 rencontre et marque 2 buts.

### En équipe nationale
Après avoir été sélectionnées dans les équipes de jeunes, Keeva Keenan devient internationale en 2019 alors qu'elle joue pour le Celtic.
Mais elle avait déjà goûté à l'équipe internationale en 2014 lorsque Susan Ronan l'avait sélectionnée pour une rencontre d'exhibition et non considérée comme sélection à part entière par la FIFA : elle participe avec une équipe expérimentale le 5 mai 2014 à une rencontre contre l'équipe du Pays basque. Elle reste alors sur le banc des remplaçantes et ne participe pas directement à la défaire irlandaise sur le terrain d'Azpeitia.
En 2017, elle est de nouveau convoquée en sélection par Colin Bell qui débute au poste de sélectionneur de l'équipe nationale irlandaise. Elle participe au stage de préparation à une rencontre amicale contre la Slovaquie. L'Irlande remporte la confrontation qui a lieu au Tallaght Stadium sur le score de 1 à 0, mais Keenan reste sur le banc et n'est donc toujours pas internationale.
L'aventure internationale de Keeva Keenan commence donc en 2019 lorsque Vera Pauw, successeuse de Colin Bell, la convoque en sélection. Elle est appelée pour un match contre l'Ukraine. Elle est titulaire en défense pour une victoire irlandaise sur le score de 3 buts à 2.

## Palmarès
- Néant